# 사흉
사흉(四凶)은 고대 중국의 순제에 의해 중원의 사방으로 쫓겨난 4기둥의 악신을 가리킨다.
사흉은 서경과 춘추좌씨전에 기록되고 있는데, 내용은 각각 다르다.

## 서경
- 공공(共工)
- 환두(驩兜)
- 우의 부친인 곤(鯀)
- 삼묘(三苗)

## 춘추좌씨전
- 큰 개의 모습을 한 「혼돈」(混沌)
- 양신인면(羊身人面)에 눈이 겨드랑이에 있는 「도철」(饕餮)
- 날개가 달린 호랑이 「궁기」(窮奇)
- 인면호족(人面虎足)으로 멧돼지의 송곳니를 가지는 「도올」(檮杌)

## 같이 보기
- 사이
- 묵시록의 4기사